# Campeonato Uruguayo de Primera División 2008-09
El Campeonato Uruguayo 2008-09 fue el 105° torneo de primera división del fútbol uruguayo organizado por la AUF, correspondiente al año 2009. El torneo contó con la participación de 16 equipos, de los cuales 13 provenían de la capital del país y los tres restantes del interior, uno de Las Piedras, uno de Melo y el otro de Tacuarembó.

## Sistema de disputa
El campeonato estuvo dividido en dos etapas: Apertura y Clausura, las cuales se desarrollaron durante el semestre final del 2008, y el primero de 2009 respectivamente.

En caso de que el campeón del Torneo Apertura y Clausura resultará ser el mismo equipo, este sería consagrado campeón de la Temporada 2008-09. De no ser así, se disputaría una semifinal entre los dos equipos ganadores de los respectivos torneos. El ganador de la semifinal jugaría una final decisiva contra el ganador de la Tabla Anual. De resultar el ganador de la Anual el mismo equipo que el ganador de la semifinal, este se consagraría campeón uruguayo.

Quien resultara campeón obtendría la clasificación directa a la segunda fase (de grupos) de la Copa Libertadores 2010.
Los restantes clasificados tanto para la Copa Libertadores como para la Copa Sudamericana 2009 se decidieron mediante la disputa de un tercer torneo a mediados de 2009, la Liguilla Pre-Libertadores. En ella participaron los seis equipos con mejor puntaje en la Tabla Anual.

## Desarrollo

### Torneo Apertura
A falta de una fecha para la finalización del Apertura, el torneo se postergó por problemas de seguridad. Ya en febrero de 2009, luego de 3 meses de inactividad, se disputaron los encuentros correspondientes a la última fecha y el posterior desempate por el primer puesto del Apertura.

#### Posiciones
| Puesto | Equipo               | Pts | PJ | PG | PE | PP | GF | GC | Dif |
| ------ | -------------------- | --- | -- | -- | -- | -- | -- | -- | --- |
| 1º     | Danubio              | 32  | 15 | 10 | 2  | 3  | 27 | 15 | 12  |
| 1º     | Nacional             | 32  | 15 | 10 | 2  | 3  | 23 | 13 | 10  |
| 3º     | Defensor Sporting    | 30  | 15 | 9  | 3  | 3  | 23 | 12 | 11  |
| 4º     | Racing               | 27  | 15 | 7  | 6  | 2  | 24 | 14 | 10  |
| 4º     | Liverpool            | 27  | 15 | 7  | 6  | 2  | 21 | 15 | 6   |
| 6º     | Peñarol              | 25  | 15 | 8  | 4  | 3  | 29 | 15 | 14  |
| 7º     | Cerro                | 23  | 15 | 6  | 5  | 4  | 20 | 12 | 8   |
| 8º     | River Plate          | 20  | 15 | 5  | 5  | 5  | 17 | 17 | 0   |
| 8º     | Central Español      | 20  | 15 | 5  | 5  | 5  | 17 | 21 | -4  |
| 10º    | Tacuarembó           | 17  | 15 | 5  | 2  | 8  | 15 | 20 | -5  |
| 10º    | Bella Vista          | 17  | 15 | 5  | 2  | 8  | 13 | 22 | -9  |
| 12º    | Montevideo Wanderers | 14  | 15 | 4  | 2  | 9  | 17 | 18 | -1  |
| 12º    | Rampla Juniors       | 14  | 15 | 3  | 5  | 7  | 16 | 24 | -8  |
| 14º    | Villa Española       | 12  | 15 | 3  | 3  | 9  | 11 | 26 | -15 |
| 15º    | Cerro Largo          | 9   | 15 | 1  | 6  | 8  | 13 | 25 | -12 |
| 16º    | Juventud             | 8   | 15 | 2  | 2  | 11 | 9  | 26 | -17 |

|  | Deben disputar un partido desempate para determinar el ganador del Apertura. |

#### Desempate
Se jugó un partido de desempate para decidir quien resultara ganador del Torneo Apertura, y así asegurarse un lugar en la definición del Campeonato Uruguayo.
| 15 de febrero de 2009                                                                  | Danubio      | 1:2 (1:0) | Nacional                         | Estadio Centenario, Montevideo                              |                                                             |
|                                                                                        | Rodríguez 6' | Reporte   | A. Fernández 59' · S. García 77' | Asistencia: 40.000 espectadores Árbitro(s): Jorge Larrionda | Asistencia: 40.000 espectadores Árbitro(s): Jorge Larrionda |
| Nacional gana el Apertura y por ello se clasifica para la Semifinal por el Campeonato. |              |           |                                  |                                                             |                                                             |

### Torneo Clausura
El Clausura contó con un equipo menos que el Apertura, ya que Villa Española no pudo pagar deudas que sostenía con la Asociación Uruguaya de Fútbol, por lo que no pudo disputar este torneo y fue descendido a la Segunda División Amateur.

#### Posiciones
| Puesto | Equipo               | Pts | PJ | PG | PE | PP | GF | GC | Dif |
| ------ | -------------------- | --- | -- | -- | -- | -- | -- | -- | --- |
| 1º     | Defensor Sporting    | 34  | 14 | 11 | 1  | 2  | 29 | 15 | 14  |
| 2°     | River Plate          | 30  | 14 | 9  | 3  | 2  | 32 | 17 | 15  |
| 3º     | Cerro                | 29  | 14 | 9  | 2  | 3  | 30 | 13 | 17  |
| 4º     | Liverpool            | 25  | 14 | 7  | 4  | 3  | 23 | 17 | 6   |
| 5º     | Peñarol              | 23  | 14 | 7  | 2  | 5  | 22 | 15 | 7   |
| 5º     | Nacional             | 23  | 14 | 6  | 5  | 3  | 27 | 21 | 6   |
| 7º     | Racing               | 23  | 14 | 6  | 5  | 3  | 22 | 17 | 5   |
| 8º     | Montevideo Wanderers | 21  | 14 | 6  | 3  | 5  | 25 | 24 | 1   |
| 9º     | Cerro Largo          | 19  | 14 | 5  | 4  | 5  | 20 | 20 | 0   |
| 10º    | Danubio              | 15  | 14 | 4  | 3  | 7  | 20 | 24 | -4  |
| 11º    | Central Español      | 12  | 14 | 3  | 3  | 8  | 16 | 24 | -8  |
| 11º    | Tacuarembó           | 12  | 14 | 2  | 6  | 6  | 16 | 25 | -9  |
| 13º    | Bella Vista          | 10  | 14 | 2  | 4  | 8  | 16 | 28 | -12 |
| 14º    | Juventud             | 8   | 14 | 2  | 2  | 10 | 15 | 34 | -19 |
| 15º    | Rampla Juniors       | 5   | 14 | 0  | 5  | 9  | 15 | 34 | -19 |

|  | Ganador del Torneo Clausura, avanza a la Semifinal por el Campeonato. |

### Tabla Anual
El ganador de la Tabla Anual clasifica directamente a la final del Campeonato Uruguayo donde se enfrentará al ganador de una semifinal entre los ganadores de los torneos Apertura y Clausura.
Los primeros 6 equipos de esta tabla clasifican para disputar la Liguilla Pre-Libertadores y Pre-Sudamericana.
| Puesto | Equipo               | Pts | PJ | PG | PE | PP | GF | GC | Dif |
| ------ | -------------------- | --- | -- | -- | -- | -- | -- | -- | --- |
| 1º     | Defensor Sporting    | 64  | 29 | 20 | 4  | 5  | 52 | 27 | 25  |
| 2º     | Nacional             | 55  | 29 | 16 | 7  | 6  | 50 | 34 | 16  |
| 3º     | Cerro                | 52  | 29 | 15 | 7  | 7  | 50 | 25 | 25  |
| 4º     | Liverpool            | 52  | 29 | 14 | 10 | 5  | 44 | 32 | 12  |
| 5º     | Racing               | 50  | 29 | 13 | 11 | 5  | 46 | 31 | 15  |
| 6º     | River Plate          | 50  | 29 | 14 | 8  | 7  | 48 | 36 | 12  |
| 7º     | Peñarol              | 48  | 29 | 15 | 6  | 8  | 51 | 30 | 21  |
| 8º     | Danubio              | 47  | 29 | 14 | 5  | 10 | 47 | 39 | 8   |
| 9º     | Montevideo Wanderers | 35  | 29 | 10 | 5  | 14 | 42 | 42 | 0   |
| 10º    | Central Español      | 32  | 29 | 8  | 8  | 13 | 33 | 45 | -12 |
| 11º    | Tacuarembó           | 29  | 29 | 7  | 8  | 14 | 31 | 45 | -14 |
| 12º    | Cerro Largo          | 28  | 29 | 6  | 10 | 13 | 33 | 45 | -12 |
| 13º    | Bella Vista          | 27  | 29 | 7  | 6  | 16 | 29 | 50 | -21 |
| 14º    | Rampla Juniors       | 19  | 29 | 3  | 10 | 16 | 33 | 57 | -24 |
| 15º    | Juventud             | 16  | 29 | 4  | 4  | 21 | 24 | 60 | -36 |
| 16º    | Villa Española       | 12  | 15 | 3  | 3  | 9  | 11 | 26 | -15 |

|  | Ganador de la Anual, avanza a la Final por el Campeonato. También clasifica a la Liguilla. |
|  | Clasifica a la Liguilla.                                                                   |

### Tabla del descenso
La tabla del descenso se compone de la suma de los puntos de la tabla anual de esta temporada y los de la tabla anual de la temporada anterior. A los 3 equipos recién ascendidos de segunda división se les multiplica el puntaje por 59/29 (aprox. 2,034) para esta tabla.
Además de Villa Española, descendido a la Segunda División Amateur por deudas impagas, descendieron los 2 equipos con menor puntuación en esta tabla.
| Puesto | Equipo          | Pts   | PJ | PG | PE | PP | GF | GC  | Dif |
| ------ | --------------- | ----- | -- | -- | -- | -- | -- | --- | --- |
| 10º    | Rampla Juniors  | 66    | 59 | 16 | 18 | 25 | 67 | 103 | -36 |
| 11º    | Central Español | 64    | 59 | 17 | 13 | 29 | 71 | 97  | -26 |
| 12º    | Tacuarembó      | 63    | 59 | 16 | 15 | 28 | 64 | 95  | -31 |
| 13º    | Cerro Largo     | 56,97 | 29 | 6  | 10 | 13 | 33 | 45  | -12 |
| 14º    | Juventud        | 56    | 59 | 14 | 14 | 31 | 54 | 89  | -35 |
| 15º    | Bella Vista     | 50    | 59 | 13 | 11 | 35 | 60 | 102 | -42 |
| 16º    | Villa Española  | 24,41 | 15 | 3  | 3  | 9  | 11 | 26  | -15 |

|  | Desciende a la Segunda División Profesional. |
|  | Desciende a la Segunda División Amateur.     |

### Definición del Campeonato
|  | Semifinal                       | Semifinal | Semifinal | Semifinal |  |  | Final                              | Final | Final |
|  |                                 |           |           |           |  |  |                                    |       |       |
|  |                                 |           |           |           |  |  |                                    |       |       |
|  | Nacional (Ganador Apertura)     | 1         | 1         | 3         |  |  |                                    |       |       |
|  | Defensor Sp. (Ganador Clausura) | 1         | 1         | 0         |  |  |                                    |       |       |
|  |                                 |           |           |           |  |  |                                    |       |       |
|  |                                 |           |           |           |  |  | Nacional (Ganador Semifinal)       | 2     | 2     |
|  |                                 |           |           |           |  |  | Defensor Sp. (Ganador Tabla Anual) | 1     | 1     |
|  |                                 |           |           |           |  |  |                                    |       |       |

#### Semifinal
Se disputará un partido de ida y otro de vuelta. Se clasificará a la final aquel equipo que gane mayor cantidad de puntos entre ambos encuentros. En caso de empate en puntos al cabo del segundo partido, se procederá a disputar un tercer partido definitivo para determinar el ganador de la semifinal.
| 21 de junio de 2009 | Defensor Sporting | 1:1 (1:1) | Nacional    | Estadio Centenario, Montevideo |                            |
|                     | De Souza 25'      | Reporte   | Lodeiro 22' | Árbitro(s): Martín Vázquez     | Árbitro(s): Martín Vázquez |

| 5 de julio de 2009 | Nacional   | 1:1 (1:1) | Defensor Sporting | Estadio Centenario, Montevideo |                           |
|                    | Romero 23' | Reporte   | Vera 44'          | Árbitro(s): Darío Ubríaco      | Árbitro(s): Darío Ubríaco |

| 8 de julio de 2009          | Defensor Sporting | 0:3 (0:1) | Nacional                                       | Estadio Centenario, Montevideo |                             |
|                             |                   | Reporte   | García 31' (pen.) · Coates 74' · Fernández 77' | Árbitro(s): Roberto Silvera    | Árbitro(s): Roberto Silvera |
| Nacional gana 5-2 en puntos |                   |           |                                                |                                |                             |

#### Final
Se disputará un partido de ida y otro de vuelta. Se clasificará campeón aquel equipo que gane mayor cantidad de puntos entre ambos encuentros. En caso de empate en puntos al cabo del segundo partido, se procederá a disputar un tercer partido definitivo para determinar el ganador de la final y por ende Campeón uruguayo de Primera división 2008-09.
| 12 de julio de 2009 | Defensor Sporting | 1:2 (0:0) | Nacional                    | Estadio Centenario, Montevideo                             |                                                            |
|                     | Pintos 66'        | Reporte   | Coates 78' · Biscayzacú 86' | Asistencia: 13.000 espectadores Árbitro(s): Martín Vázquez | Asistencia: 13.000 espectadores Árbitro(s): Martín Vázquez |

| 15 de julio de 2009         | Nacional                    | 2:1 (1:0) | Defensor Sporting | Estadio Centenario, Montevideo |                             |
|                             | Victorino 25' · Lodeiro 85' | Reporte   | Navarro 59'       | Árbitro(s): Jorge Larrionda    | Árbitro(s): Jorge Larrionda |
| Nacional gana 6-0 en puntos |                             |           |                   |                                |                             |

|                                                |
| Uruguay                                        |
| Campeón Uruguayo 2008-09 Nacional 42.do título |

## Clasificación a torneos continentales
Al término de la definición del Campeonato Uruguayo se disputará una Liguilla entre los 6 mejores equipos posicionados en la Tabla Anual para determinar los representantes uruguayos en las copas internacionales de la temporada 2009-10.
El sistema de disputa será de todos contra todos a una sola rueda. El campeón y subcampeón clasificarán a la fase de grupos y primera fase respectivamente de la Copa Libertadores 2010. Los equipos posicionados en la 3° y 4° ubicación clasificarán a la Copa Sudamericana 2009. 
Dado que Nacional se encuentra ya clasificado a la fase de grupos de la Copa Libertadores 2010 por ser el campeón de la temporada, sucederá que si sale campeón o subcampeón de la Liguilla, se clasificá además a la Copa Sudamericana 2009 y el 3° se clasificará a la primera fase de la Copa Libertadores 2010.

### Liguilla Pre-Libertadores
| Puesto | Equipo            | Pts | PJ | PG | PE | PP | GF | GC | Dif |
| ------ | ----------------- | --- | -- | -- | -- | -- | -- | -- | --- |
| 1º     | Cerro             | 12  | 5  | 4  | 0  | 1  | 12 | 6  | 6   |
| 2º     | Racing            | 10  | 5  | 3  | 1  | 1  | 11 | 7  | 4   |
| 3º     | River Plate       | 6   | 5  | 2  | 0  | 3  | 7  | 11 | -4  |
| 4º     | Liverpool         | 5   | 5  | 1  | 2  | 2  | 6  | 7  | -1  |
| 5°     | Defensor Sporting | 5   | 5  | 1  | 2  | 2  | 5  | 6  | -1  |
| 6º     | Nacional          | 4   | 5  | 1  | 1  | 3  | 8  | 12 | -4  |

|  | Clasifica a la fase de grupos de la Copa Libertadores 2010.  |
|  | Clasifica a la fase preliminar de la Copa Libertadores 2010. |
|  | Clasifica a la Copa Sudamericana 2009.                       |

| Uruguay                                    |
| Campeón Liguilla 2008-09 Cerro 1.er título |

#### Desempate por el segundo clasificado a la Copa Sudamericana
| 5 de agosto de 2009 | Liverpool          | 1:0 (0:0) | Defensor Sporting | Jardines del Hipódromo, Montevideo |                             |
|                     | Nicolás Correa 80' |           |                   | Árbitro(s): Jorge Larrionda        | Árbitro(s): Jorge Larrionda |

### Equipos clasificados

#### Copa Libertadores 2010
|   | Equipo   | Clasificado como                 |
| - | -------- | -------------------------------- |
| 1 | Nacional | Campeón Primera División 2008-09 |
| 2 | Cerro    | Campeón Liguilla 2008-09         |
| 3 | Racing   | 2° puesto en la Liguilla 2008-09 |

#### Copa Sudamericana 2009
|   | Equipo      | Clasificado como                 |
| - | ----------- | -------------------------------- |
| 1 | River Plate | 3° puesto en la Liguilla 2008-09 |
| 2 | Liverpool   | 4° puesto en la Liguilla 2008-09 |

## Descenso
A la Segunda División Profesional
- Juventud
- Bella Vista

A la Segunda División Amateur
- Villa Española

## Goleadores
| Jugador            | Equipo               | Goles |
| ------------------ | -------------------- | ----- |
| Antonio Pacheco    | Peñarol              | 12    |
| Líber Quiñones     | Racing               | 12    |
| Diego Ifrán        | Danubio              | 11    |
| Emiliano Alfaro    | Liverpool            | 10    |
| Jonathan Charquero | Montevideo Wanderers | 10    |
| Diego Chaves       | Montevideo Wanderers | 10    |